# Akbaşak, Çaldıran
Akbaşak là một xã thuộc thành phố Çaldıran, tỉnh Van, Thổ Nhĩ Kỳ. Dân số thời điểm năm 2011 là 712 người.